# Chris Malonga
Pour les articles homonymes, voir Malonga.
Francis Chris Malonga Ntsayi, né le 11 juillet 1987 à Sens, est un footballeur international congolais qui évolue au poste de milieu offensif au Racing Besançon.

## Biographie

### Formation et débuts
Après avoir débuté dans le petit club de Migennes dans l'Yonne dans l'agglomération d'Auxerre, il signe tout naturellement au grand club de sa ville, l'AJ Auxerre en benjamins. Cinq ans plus tard, comme le club bourguignon ne lui propose pas d'intégrer l'équipe des 16 ans nationaux, il part à Louhans-Cuiseaux puis signe à Nancy en 2004. Appelé en équipe nationale A de la République du Congo durant la saison 2006-2007, Chris Malonga découvre le haut niveau et signe finalement son premier contrat professionnel en juin 2007.

### AS Nancy-Lorraine
Il intègre alors l'effectif professionnel de l'AS Nancy-Lorraine entraînée par Pablo Correa. Le 16 août 2007, pour la troisième journée de L1, il est pour la première fois titulaire avec l'équipe A de Nancy et permet à son équipe de l'emporter face à Nice (2-1) en adressant une passe décisive à Pascal Berenguer. Le 25 août, il inscrit son premier but en Ligue 1 contre l'AJ Auxerre (le club qui l'avait repéré à ses débuts dans le club de Migennes). En 2007 toujours, il est au cœur d'une assez vive polémique après que Johan Micoud, alors à Bordeaux, l'a accroché et entraîné dans sa chute dans la surface de réparation, simulant ainsi un penalty contre l'AS Nancy-Lorraine, alors que le match avait pour enjeu la deuxième place du championnat de France. Le jeune Chris Malonga, alors âgé de 20 ans, est reconnu comme victime d'une erreur d'arbitrage et Micoud reçoit un match de suspension ferme par la cour d'appel de la Ligue pour cette simulation.
Il connaît une saison 2008-2009 plus que difficile puisqu'il se blesse à multiples reprises (deux claquages). De ce fait il ne jouera qu'une dizaine de matchs. En 2009-2010, il retrouve la forme et réalise une bonne saison avec quatre buts et six passes décisives en 25 matchs de championnat. Malgré cela, l'ASNL ne compte plus sur lui et souhaite s'en séparer.

### AS Monaco, puis exil à l'étranger
Il quitte son club formateur le 31 août 2010 et signe un contrat de quatre saisons avec l'AS Monaco. Après deux saisons en demi-teinte sur le Rocher, il est prêté pour une saison à Lausanne lors de l'été 2012. 
De retour à Monaco à l'issue de son prêt en Suisse, il est mis à l'écart et doit attendre la fin du marché des transferts pour s'engager avec le Vitória Guimarães. Il n'y reste qu'une seule saison avant de revenir à Lausanne. 

### Stade lavallois
Le 5 août 2015, il revient en France en s'engageant pour deux saisons avec le Stade lavallois. Il est buteur dès sa première apparition sous le maillot tango, rentré en jeu à la 73e à la place d'Alassane N'Diaye, il est buteur douze minutes plus tard et offre la victoire 2 à 1 pour Laval face au Red Star. Par la suite, avec seulement trois buts et deux passes décisives, il ne pesa jamais vraiment sur les défenses adverses, et est considéré par la presse comme l'une des plus grandes déceptions du mercato lavallois.  À l'issue de la saison 2016-2017, Laval est relégué en National et le contrat de Malonga arrive à expiration, l'obligeant à quitter le club en compagnie de plusieurs autres joueurs comme Lionel Cappone ou encore Hassane Alla. 

### Fin de carrière
Sans club, il suscite l’intérêt de Samsunspor, en deuxième division turque, et du FC Aarau, jouant en Challenge League. Contacté par un intermédiaire turc, il échange avec la direction de Samsunspor et reçoit un contrat. Toutefois, son billet d'avion pour la Turquie n'arrivera jamais et il ne reçoit plus aucune nouvelle du club malgré ses relances, faisant échouer son intégration. Le 13 juillet 2017, le directeur sportif Coşkun Zeren annonce qu'il abandonne les négociations avec l'international congolais et qu'il étudie d'autres noms provenant de l'étranger. Malonga parle d'un « vrai-faux transfert ». En septembre 2018, après une année sans jouer, il affirme qu'il se « tien[t] prêt pour un éventuel projet », travaillant avec un préparateur physique.
Le 31 janvier 2019, il s'engage avec le FC Martigues, alors en National 2, jusqu'à la fin de la saison au minimum,. Il prolonge son contrat en 2020. En 2021 il rejoint le Racing Besançon, champion de son groupe et promu en N2 en 2022.

## Statistiques détaillées

### En club
| Saison                | Club                     | Championnat           | Championnat | Championnat | Coupe nationale | Coupe nationale | Coupe de la Ligue | Coupe de la Ligue | Compétition(s) continentale(s) | Compétition(s) continentale(s) | Compétition(s) continentale(s) | Total | Total |
| Saison                | Club                     | Division              | M.          | B.          | M.              | B.              | M.                | B.                | Comp.                          | M.                             | B.                             | M.    | B.    |
| 2007-2008             | AS Nancy-Lorraine        | Ligue 1               | 32          | 5           | 1               | 1               | 2                 | 0                 | -                              | -                              | -                              | 35    | 6     |
| 2008-2009             | AS Nancy-Lorraine        | Ligue 1               | 10          | 0           | -               | -               | 2                 | 1                 | C3                             | 3                              | 1                              | 15    | 2     |
| 2009-2010             | AS Nancy-Lorraine        | Ligue 1               | 25          | 4           | 2               | 0               | 2                 | 0                 | -                              | -                              | -                              | 29    | 4     |
| 2010-2011             | AS Nancy-Lorraine        | Ligue 1               | 2           | 0           | -               | -               | -                 | -                 | -                              | -                              | -                              | 2     | 0     |
| Sous-total            | Sous-total               | Sous-total            | 69          | 9           | 3               | 1               | 6                 | 1                 | -                              | 3                              | 1                              | 81    | 12    |
| 2010-2011             | AS Monaco                | Ligue 1               | 16          | 3           | 1               | 1               | 3                 | 0                 | -                              | -                              | -                              | 20    | 4     |
| 2011-2012             | AS Monaco                | Ligue 2               | 8           | 1           | 1               | 0               | -                 | -                 | -                              | -                              | -                              | 9     | 1     |
| Sous-total            | Sous-total               | Sous-total            | 24          | 4           | 2               | 1               | 3                 | 0                 | -                              | -                              | -                              | 29    | 5     |
| 2012-2013             | FC Lausanne-Sport (prêt) | Super League          | 30          | 8           | 4               | 0               | -                 | -                 | -                              | -                              | -                              | 34    | 8     |
| 2013-2014             | Vitória Guimarães        | Liga ZON Sagres       | 17          | 0           | -               | -               | 1                 | 1                 | C3                             | 4                              | 0                              | 22    | 1     |
| 2014-2015             | FC Lausanne-Sport        | Challenge League      | 26          | 5           | 1               | 0               | -                 | -                 | -                              | -                              | -                              | 27    | 5     |
| 2015-2016             | Stade lavallois          | Ligue 2               | 34          | 3           | 2               | 1               | 3                 | 0                 | -                              | -                              | -                              | 39    | 4     |
| 2016-2017             | Stade lavallois          | Ligue 2               | 14          | 0           | 3               | 0               | 1                 | 0                 | -                              | -                              | -                              | 18    | 0     |
| Sous-total            | Sous-total               | Sous-total            | 48          | 3           | 5               | 1               | 4                 | 0                 | -                              | -                              | -                              | 57    | 4     |
| 2018-2019             | FC Martigues             | National 2            | 11          | 3           | -               | -               | -                 | -                 | -                              | -                              | -                              | 11    | 3     |
| 2019-2020             | FC Martigues             | National 2            | 19          | 1           | 1               | 0               | -                 | -                 | -                              | -                              | -                              | 20    | 1     |
| 2020-2021             | FC Martigues             | National 2            | 8           | 0           | 2               | 0               | -                 | -                 | -                              | -                              | -                              | 10    | 0     |
| Sous-total            | Sous-total               | Sous-total            | 38          | 4           | 3               | 0               | -                 | -                 | -                              | -                              | -                              | 41    | 4     |
| 2021-2022             | Racing Besançon          | National 2            | 22          | 9           | 1               | 0               | -                 | -                 | -                              | -                              | -                              | 23    | 9     |
| 2022-2023             | Racing Besançon          | National 2            | 15          | 0           | 3               | 2               | -                 | -                 | -                              | -                              | -                              | 18    | 2     |
| 2023-2024             | Racing Besançon          | National 2            | 15          | 0           | 2               | 0               | -                 | -                 | -                              | -                              | -                              | 17    | 0     |
| 2024-2025             | Racing Besançon          | National 2            | 1           | 0           | -               | -               | -                 | -                 | -                              | -                              | -                              | 1     | 0     |
| Sous-total            | Sous-total               | Sous-total            | 53          | 9           | 6               | 2               | -                 | -                 | -                              | -                              | -                              | 59    | 11    |
| Total sur la carrière | Total sur la carrière    | Total sur la carrière | 305         | 42          | 24              | 5               | 14                | 2                 | -                              | 7                              | 1                              | 350   | 50    |

### Buts en sélection
|    | Date             | Lieu         | Adversaire           | Score | Résultat | Compétition                       |
| -- | ---------------- | ------------ | -------------------- | ----- | -------- | --------------------------------- |
| 1. | 8 octobre 2006   | Brazzaville  | Tchad                | 2-0   | 3-1      | Éliminatoires CAN 2008            |
| 2. | 11 novembre 2011 | São Tomé     | Sao Tomé-et-Principe | 0-3   | 0-5      | Éliminatoires Coupe du monde 2014 |
| 3. | 9 juin 2012      | Pointe-Noire | Niger                | 1-0   | 1-0      | Éliminatoires Coupe du monde 2014 |